# Australische Schlangenhalsschildkröten
Die Australischen Schlangenhalsschildkröten (Chelodina), auch als Australische Halswenderschildkröten bekannt, sind eine Gattung halbaquatischer Schildkröten innerhalb der Familie der Schlangenhalsschildkröten. Die Schildkröten dieser Gattung sind klein bis mittelgroß und haben ovalförmige Carapaxe. Der Hals ist länger als der Panzer und der Kopf läuft an der Schnauze eng zusammen. Ihre Heimat sind Neuguinea, Australien und einige umliegende Inseln. Fünf rezente und zwei fossile Taxa, die ursprünglich in der Gattung Chelodina standen, wurden 1985 in die neue Gattung Macrochelodina transferiert. Heute gilt diese jedoch als Untergattung von Chelodina. Sie zeichnen sich vor allem durch einen breiteren Kopf und einen etwas längeren Hals aus.
Die Australischen Schlangenhalsschildkröten sind sehr begehrte Terrarierentiere. Sieben Arten sind bereits in der Roten Liste der IUCN aufgeführt, zwei davon sind in ihrem Bestand gefährdet und eine (Chelodina mccordi) ist so selten, dass sie von den Händlern als „kommerziell ausgestorben“ eingestuft wurde und somit der legale Handel mit dieser Art untersagt ist.
Zwei Besonderheiten sind bei dieser Gattung hervorzuheben: Bei Gefahr ziehen sie ihren Kopf nicht vertikal zurück, sondern legen ihn seitlich in einer Halsfalte unter den Panzer. Bei der nordaustralischen Schlangenhalsschildkröte werden zwar die Eier im Schlamm unter Wasser abgelegt. Die Brutdauer (Inkubationszeit) beginnt aber erst, wenn das Schlammloch ausgetrocknet ist. 

## Arten
Bei der Unterart Chelodina mccordi timorensis wird darüber diskutiert, ob es sich um eine eigene Art handelt. Die Zuordnung der Siebenrock-Schlangenhalsschildkröte (C. siebenrocki) Werner, 1901 zu Chelodina oder Macrochelodina ist umstritten. Zudem diskutiert man deren Aufteilung in weitere Arten Chelodina rugosa und Chelodina oblonga.
Je nachdem, ob die Gattungen Macrochelodina und Macrodiremys von Chelodina unterschieden werden oder als Untergattungen gelten hat die Gattung 8 bis 15 rezente Arten:
- Chelodina burrungandjii Thomson, Kennett & Georges, 2000 (Synonym Macrochelodina burrungandjii)
- Chelodina canni McCord & Thomson, 2002
- Schmalbrust-Schlangenhalsschildkröte (Chelodina colliei Gray, 1856, Syn.: Macrodiremys colliei)
- Riesen-Schlangenhalsschildkröte (Chelodina expansa Gray, 1857, Syn.: Macrochelodina expansa)
- Chelodina gunaleni McCord & Joseph-Ouni, 2007
- Kuchlings Schlangenhalsschildkröte (Chelodina kuchlingi Cann, 1997, Syn.: Macrochelodina kuchlingi)
- Glattrücken-Schlangenhalsschildkröte (Chelodina longicollis (Shaw, 1794))
- McCords Schlangenhalsschildkröte (Chelodina mccordi Rhodin, 1994)
- Neuguinea-Schlangenhalsschildkröte (Chelodina novaeguineae Boulenger, 1888)
- Siebenrock-Schlangenhalsschildkröte (Chelodina oblonga Gray, 1841, Syn.: Macrochelodina oblonga)
- Gefleckte Schlangenhalsschildkröte (Chelodina parkeri Rhodin & Mittermeier, 1976, Syn.: Macrochelodina parkeri)
- Pritchards Schlangenhalsschildkröte (Chelodina pritchardi Rhodin, 1994)
- Reimann-Schlangenhalsschildkröte (Chelodina reimanni Philippen & Grossmann, 1990)
- Steindachners Schlangenhalsschildkröte oder Westaustralische Schlangenhalsschildkröte (Chelodina steindachneri Siebenrock, 1914)
- Chelodina walloyarrina (McCord & Joseph-Ouni, 2007, Syn.: Macrochelodina walloyarrina)